# Bolívar (piłkarz)
Bolívar, właśc. Bolívar Modualdo Guedes (ur. 20 grudnia 1954 w Porto Alegre) – piłkarz brazylijski, występujący na pozycji obrońcy.

## Kariera klubowa
W karierę piłkarską Bolívar rozpoczął w klubie Avenida Santa Cruz do Sul w 1970. W latach 1972–1976 był zawodnikiem Grêmio Porto Alegre. W Grêmio 3 grudnia 1972 w wygranym 2-1 meczu z Coritibą Bolívar zadebiutował w lidze brazylijskiej. W latach 1977–1979 występował w Portuguesie São Paulo. W 1979 występował w Athletico Paranaense.
W latach 1980–1983, 1985–1987 i 1989 Bolívar występował w Internacionalu Limeira. Z Internacionalem zdobył jedyne w jego historii mistrzostwo stanu São Paulo – Campeonato Paulista w 1986. W barwach Internacionaelu 4 lutego 1987 w przegranym 0-3 meczu São Paulo FC Bolívar po raz ostatni wystąpił w lidze brazylijskiej. Ogółem w I lidze wystąpił w 139 meczach i strzelił 4 bramki. Karierę zakończył w 1991 w macierzystym klubie Avenida Santa Cruz do Sul.

## Kariera reprezentacyjna
W 1972 roku Bolívar uczestniczył w Igrzyskach Olimpijskich w Monachium. Na turnieju Bolívar wystąpił w dwóch meczach grupowych reprezentacji Brazylii z Węgrami i Danią.